# Віллоу-Гілл (Іллінойс)
Віллоу-Гілл (англ. Willow Hill) — селище (англ. village) в США, в окрузі Джеспер штату Іллінойс. Населення — 172 особи (2020).

## Географія
Віллоу-Гілл розташований за координатами 38°59′45″ пн. ш. 88°1′19″ зх. д. / 38.99583° пн. ш. 88.02194° зх. д. (38.995838, -88.021817).  За даними Бюро перепису населення США в 2010 році селище мало площу 2,69 км², уся площа — суходіл.

## Демографія
Згідно з переписом 2010 року, у селищі мешкало 230 осіб у 88 домогосподарствах у складі 60 родин. Густота населення становила 85 осіб/км².  Було 94 помешкання (35/км²).
Расовий склад населення:
| - 96,5 % — білих - 1,7 % — корінних американців - 0,9 % — чорних або афроамериканців - 0,9 % — азіатів |

До двох чи більше рас належало 0,0 %. Частка іспаномовних становила 0,0 % від усіх жителів.
За віковим діапазоном населення розподілялося таким чином: 28,7 % — особи молодші 18 років, 54,8 % — особи у віці 18—64 років, 16,5 % — особи у віці 65 років та старші. Медіана віку мешканця становила 38,3 року. На 100 осіб жіночої статі у селищі припадало 103,5 чоловіків;  на 100 жінок у віці від 18 років та старших — 105,0 чоловіків також старших 18 років.
Середній дохід на одне домашнє господарство  становив 34 412 долари США (медіана — 30 865), а середній дохід на одну сім'ю — 37 955 доларів (медіана — 32 125). За межею бідності перебувало 16,7 % осіб, у тому числі 25,5 % дітей у віці до 18 років та 0,0 % осіб у віці 65 років та старших.
Цивільне працевлаштоване населення становило 98 осіб. Основні галузі зайнятості: виробництво — 26,5 %, роздрібна торгівля — 17,3 %, науковці, спеціалісти, менеджери — 12,2 %, сільське господарство, лісництво, риболовля — 12,2 %.